# Opisthoncus keyserlingi
Opisthoncus keyserlingi är en spindelart som beskrevs av Zabka 1991. Opisthoncus keyserlingi ingår i släktet Opisthoncus och familjen hoppspindlar. Inga underarter finns listade i Catalogue of Life.